# Festuca edlundiae
Festuca edlundiae — вид трав'янистих рослин родини тонконогові (Poaceae), поширений в основному в арктичних областях Північної Америки й Північно-Східної Азії. У Європі вид підтверджений тільки на архіпелазі Шпіцберген — Норвегія.

## Опис
Це багаторічні поодинокі трав'янисті рослини, які формують невеликі, щільні купини розгалуженнями з листових пазух (тобто без пагонів і столонів). Стебла 2–8 см, сланкі або розпростерті, голі, іноді з невеликими шипиками тільки під суцвіттям. Основи стебел оточені жовтувато-білими пазухами листя минулих років. Вся рослина вкрита блакитним нальотом. Листя сірувато-зелене, ниткоподібне (вузько згорнуте) або рідко майже плоске, гладке або з кількома шипиками на полях і вздовж жилок верхівково. Прикореневі листки 1.5–3 см завдовжки, ≈1/2 довжини стебла й 0.3–0.5 мм завширшки (якщо згорнуті) або до 1 мм (якщо плоскі). Найбільш верхній стебловий листок („стяговий листок“) 0.2–0.7(0.9) см, має форму носової частини човна. Лігули дуже короткі, менше 1.0 мм, усічені.
Одиниці суцвіття Poaceae — колоски, майже завжди численні в волотях або колосовидих суцвіттях. Колоски складаються з 2-х лусок (приквітки для колоска) і одної або кількох квіток. Квітки містять леми (нижні квіткові луски) і верхні квіткові луски.
Суцвіття — відкриті дещо односторонні вузькі блідо-лілові волоті, 0.8–1.5 см завдовжки, що займає менше 1/4 довжини стебла. Гілки суцвіть короткі, < 5 мм, гладкі або з кількома коротких шипиками, кожна гілка з 1(2) колосками; все суцвіття містить часто менше ніж за 5 колосків. Колоски 5–7 x 1.0–2.0 мм (з остями), з 2–3 квітками. Приквітки (луски й леми) з закругленими спинками. Колоскові луски 2.0–3.5 мм, нижня коротша, ніж верхня, від гострих до загострених, з 1–3 неясними жилками, голі й блискучі; верхня або обидві луски часто з тонкими смугами або волосками верхівково й уздовж країв. Леми (за винятком ості) 3.5–4.5 мм, з кількома більш-менш помітними жилками, шорсткі, особливо в дистальній частині, з дуже шорсткими остюками 1.8–2.3 мм. Верхні квіткові луски шорсткі як на, так і між жилками. Пиляки добре розвинені, 0.5–1.1 мм. Плоди — однонасінні сім'янки. 2n= 28 (4x).

## Відтворення
Статеве розмноження насінням, немає вегетативного розмноження. Вітрозапильний вид. Шорсткі остюки можуть прикріпитися до птахів і тварин, а також дещо полегшити поширення під дією вітру.

## Поширення
Це в основному арктичний вид Північної Америки (Канада, Ґренландія, Аляска — США) та Азії (північноарктична Росія). У Європі вид підтверджений тільки на архіпелазі Шпіцберген — Норвегія.
Населяє гравійні гряди й відкриті ділянки в пустищах. Це слабкий конкурент, тому займає відкриті ділянки. 